# バート・アイルゼン
バート・アイルゼン (ドイツ語: Bad Eilsen, ドイツ語発音: [ˈa͜ilzn̩]) は、ドイツ連邦共和国ニーダーザクセン州シャウムブルク郡のザムトゲマインデ・アイルゼンを構成する町村（以下、本項では便宜上「町」と記述する）の一つである。この町はアウトバーンA2号線沿いのビュッケブルク近郊に位置する。

## 地理
バート・アイルゼンは、ハルルとビュッケベルクおよびヴェーザー山地北部の間に位置している。近隣都市では、ビュッケブルク、リンテルン、オーベルンキルヒェンの間にあたる。

## 歴史
バート・アイルゼン周辺はローマ時代からすでに入植が行われており、この薬湯は古くから知られ、利用されてきた。ハルル沿いのこの小村は12世紀には Eildissum という名であった。13世紀には Eylezhusen、19世紀には Eilzen を経て、現在の Eilsen となった。
住民達は、このヨーロッパ最高の硫黄泉の一つに数えられる「Stinkequellen」（「臭い井戸」の意）を、何世紀にもわたって痛風、リウマチ、皮膚病の緩和に、利用してきた。1794年、シャウムブルク＝リッペ伯妃ユリアーネはアイルゼンを温泉療養地にすることを決心し、その後23モルゲンの土地を農民から買い上げ、源泉を手に入れた。1799年に彼女が早世した後も、この村を保養地に改造する作業は後継者が引き継いだ。温泉は1802年頃に開業した。温泉や宿泊施設はその後も拡張されていった。19世紀にはバート・アイルゼンは多くの愛好者に親しまれるようになっていた。泉質の良さと治療効果は、近隣で同じ頃に開発されたバート・ネンドルフと並び称された。
鉄道 ハノーファー - ビュッケブルク - ミンデン線の建設は、19世紀半ばに新たな飛躍をもたらした。1848年にハルルにイーダー塔が建設された。この塔は経済的に困難な時代に、雇用創出を目的に建造されたのだが、湯治客にとって展望台やピクニックの目的地となった。この小さいが洗練された温泉保養地には、フランツ・リスト、クララ・ヴィーク、ヘルマン・レンス、リヒャルト・タウバー、ゲルハルト・ハウプトマンといった著名人もゲストとして訪れた。
第一次世界大戦後、1918年に「フュルステンホーフ」が開業された。これは当時最も美しく最もエレガントなホテルであった。これに伴ってバート・アイルゼンの駅が設けられ、アイルザー・ミンヒェンと呼ばれる軽便鉄道 ビュッケブルク - バート・アイルゼン線によって、ハノーファー - ミンデン線とダイレクトに接続するようになった。この路線は現在は廃止されている。バート・アイルゼンを通る旧軽便鉄道リンテルン - シュタットハーゲン線は、現在、保存鉄道となっている。1934年にバート・アイルゼンで世界経済会議が開催され、1939年にはアウトバーンが開通した。バート・アイルゼンの温泉地は、第二次世界大戦後もシャウムブルク＝リッペ家の所有であった。最後のシャウムブルク＝リッペ侯アドルフ2世の死後、その財産は一番年長の弟であるエルンスト・ヴォルラート侯子が相続した。エルンスト・ヴォルラートの後継者は、ブレーメンの企業フォッケ＝ヴルフ社が空軍の飛行機を生産するためにヘルマン・ゲーリングが1941年にバート・アイルゼンを接収したと主張している。こうした主張に反して、1945年の納税明細でエルンスト・ヴォルラートがバート・アイルゼンを貸与した事が記録されており、接収について言及した証拠はない 。
1945年にイギリス占領区域となり、この温泉にイギリス空軍の司令部が置かれた。温泉は1955年に再び解放され、エルンスト・ヴォルラート・ツー・シャウムブルク＝リッペに返還された。彼はすべての温泉施設、保養地区のホテル、クアパークを含む温泉施設のすべてをベルリンおよびハノーファーの Landesversicherungsanstalten （LVA) に売却した。温泉は1959年に再開された。1961年、LVAハノーファーの内科・整形外科病院が設立された。同年、LVAハノーファーは温泉の単独所有者となった。1971年にバート・アイルゼンは、「Staatliches Heilbad」（州指定の薬湯）に認可された。

### 宗教
シャウムブルク＝リッペ地方教会に属すバート・アイルゼンのルター派教会組織は1954年に創設された。1959年にツェレの建築家ハハトマンの設計に基づき、キリスト教会が建設された。

## 行政

### 議会
この町の町議会は13議席からなる。

## 文化と見所

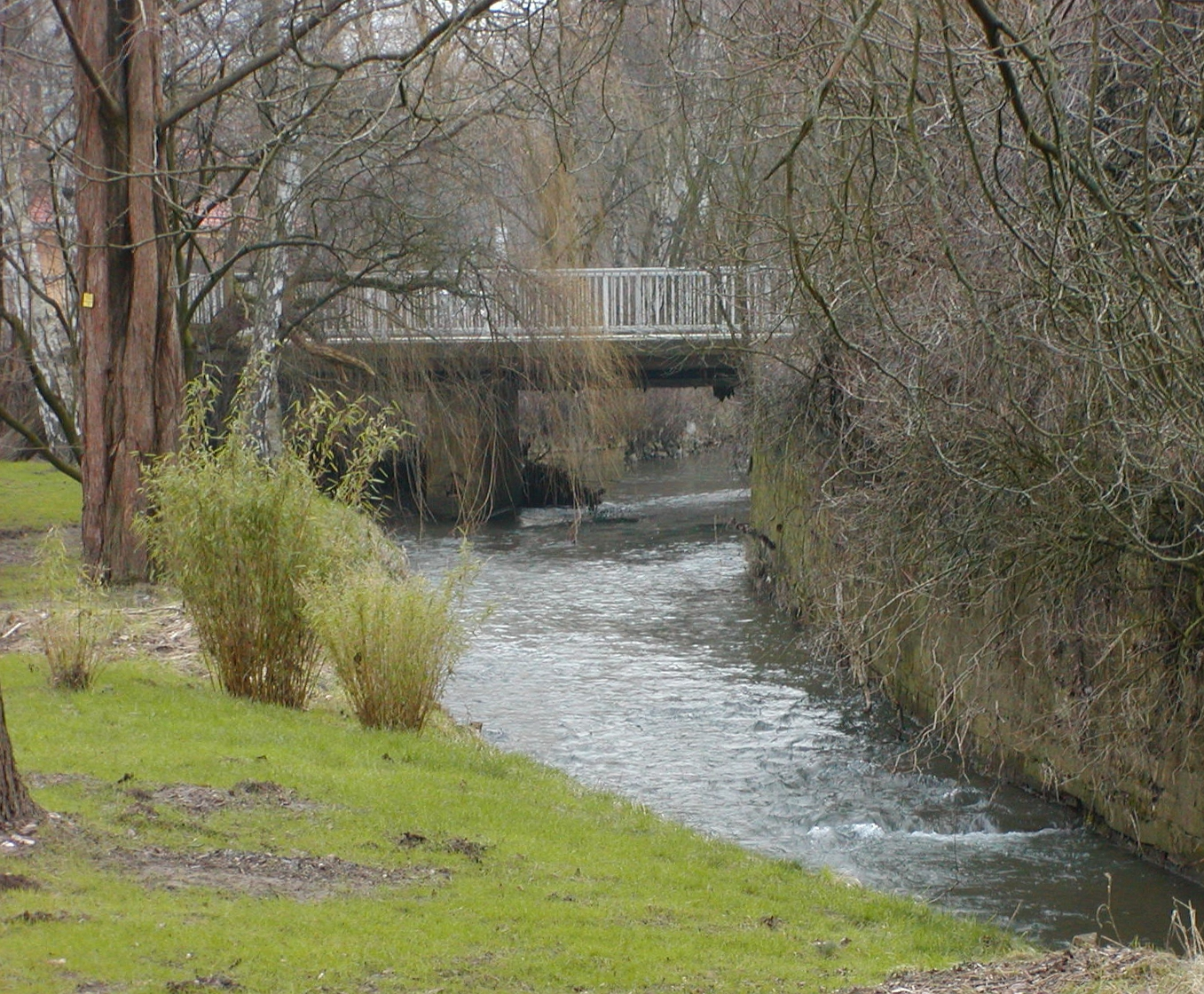
バート・アイルゼンのクアパーク

この町の見所は、温泉施設の歴史的建築群の他、ヴェーザー山地地方を間近に望むクアパークがある。この公園にはバラ園や古木、美しい緑の並木道などがある。

### 博物館
- 郷土博物館

### 年中行事
- 3月のクロッカスの花祭。
- ヤーン・ベルクトゥルンフェストに伴って開催されるようになった児童・青年体育祭。これは6月にビュッケベルクで開催される。
- 9月のクアパークの花火大会とコンサート。
- 第1アドヴェントの土曜日にアイルゼンのキリスト教会周辺で開催されるクリスマスマーケット。

## 経済と社会資本

### 経済
バート・アイルゼンは、温泉保養地としての観光業や、2006年8月1日に設立された税政アカデミーを主な財源としている。税政アカデミーでは、ニーダーザクセン州の財務行政に関わる中級公務員の専門理論教育や、ニーダーザクセン財務省職員のための課程修了後継続教育がなされている。

### 交通
バート・アイルゼンは、鉄道リンテルン - シュタットハーゲン線に面しているが、この路線の定期旅客運行は1965年以降廃止されている。現在、最寄りの旅客駅は、ハノーファー-ミンデン線のビュッケブルク駅およびエールツェ - レーネ線のリンテルン駅である。町の南部をアウトバーンA2号オーバーハウゼン - ベルリン線が走っており、バート・アイルゼン・インターチェンジがある。また、連邦道B83号ビュッケブルク - ベーブラ線が通っている。